# 樋 (土木)
樋（ひ 又は とい）とは、河川湖沼の水を放出・流下させるための水門及び管のことで地表に溝などを掘って流水できない場合などに作られた。

## 用字
漢字「樋」のこの意味と読み（ひ）は日本独自の国訓である。「樋」の本来の意味は字書には「木の名」とあるが、中国では古典でも現代でもほとんど使われない漢字である。

## 歴史
樋は日本では古代から存在していた。樋が本格的に用いられるようになったのは山麓や扇状地の開発が進んだ中世からである。この頃には中身をくり抜いた木の幹をそのまま樋として転用した。また、松・栂・檜などの丈夫な板を組み立てて作成した木樋（もくひ）や底の抜けた羽釜を連ねて粘土や漆喰で固めた土樋（どひ）・瓦樋（かわらひ）などが用いられた。江戸時代には複数の扉を設けた木樋や石樋（いしひ）・竹樋（ちくひ）も用いられるようになった。樋は自然の流水では導入できない用水・水道に水を導入する（稀に用水などから水を河川などに戻す場合にも用いられる）ために欠かせないものであった。

## 種類
- 圦樋（いりひ）・繰樋（くりひ）：　河川から引水するために堤防に築いた樋。
- 伏樋（ふせひ）：　湖沼や池から引水するために水底や堤の地下に横に伏せる形で設置される。伏せ越しとも呼ぶ。
- 尺八樋（しゃくはちひ）：　湖沼や池から引水するために堤の内部の傾斜に沿って一定間隔で斜めに穴を掘って樋を設置して必要量に応じて樋の栓を開放する。
- 打樋（うちひ）：　降水時などに満水となった池などの水を溢水・流出させる。
- 埋樋（うめひ）：　圦樋や伏樋、街中の水道のように水門や管が土中に設置される場合の呼び名。

### 懸樋

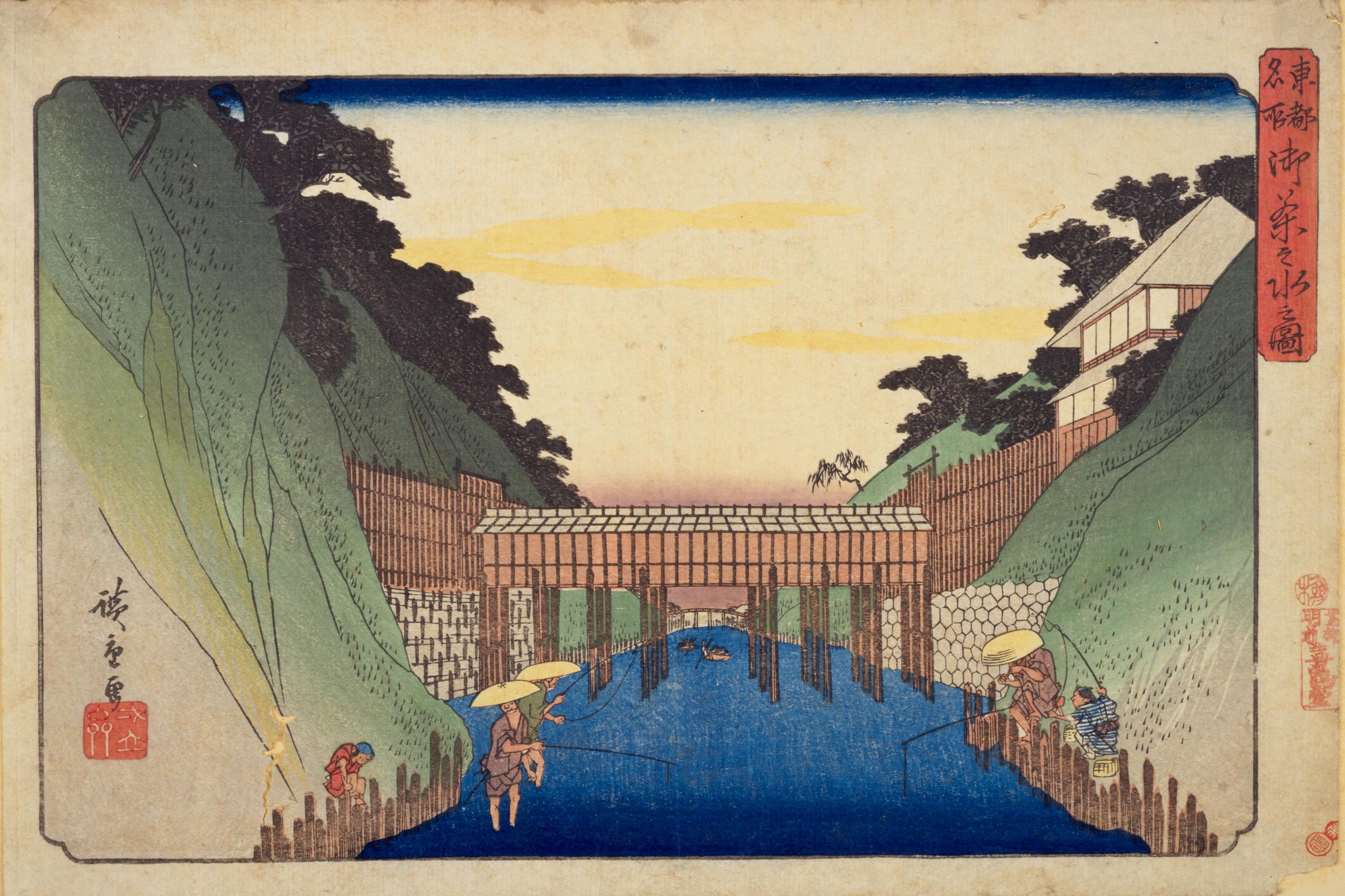
神田上水懸樋

懸樋（かけひ）は、用水が川や谷を渡る場合に架けるものであり、水道橋の一種である。掛樋（かけひ）、掛渡井（かけとい）ともいう。神田上水懸樋が著名である。

## 流派
江戸時代には関東流・紀州流などの流派が存在したとされる。樋の設置場所を間違えたり、破損したまま放置をした場合に、水害や河川の流路変更、湖沼縮小などを招いて深刻な被害をもたらす可能性があるために関心が高かったのだ。

## 書物
樋について触れられた書物は、大畑才蔵の『地方の聞書』や佐藤信淵の『隄防溝洫志』、谷本教の『県令須知』などが挙げられる。